# ط
ط(아랍어: طاء, 따)는 아랍 문자의 열 여섯번째 글자이다. 음가는 /tˁ/로, 한국어의 ㄸ과 발음이 비슷하나 ط는 혀를 윗니 뒤에 대고 있다가 터트리듯이 발음하는 글자이므로 평이하게 발음되는 ㄸ과는 구분된다.
| 글자 모양 | 글자 모양 | 글자 모양 | 글자 모양 |
| 단독형    | 어두형    | 어중형    | 어말형    |
| ﻁ         | ﻃ         | ﻄ         | ﻂ         |
| --------- | --------- | --------- | --------- |